# Gertrude Pressburger
Gertrude Pressburger, verheiratete Tonninger (* 11. Juli 1927 in Wien; † 31. Dezember 2021) war eine österreichische Holocaustüberlebende.

## Leben
Gertrude Pressburger und ihre beiden jüngeren Brüder wuchsen in bescheidenen Verhältnissen auf. Ihr Vater war Tischler. Die Familie konvertierte Anfang der 1930er Jahre vom Judentum zum Katholizismus, aber selbst dieser Akt der Assimilation schützte die fünfköpfige Familie nicht. Als Gertrudes Mutter im Jahr 1937 im Hof die Wäsche aufhängte, schleuderte jemand aus den oberen Stockwerken eine gusseiserne Pfanne nach ihr.
Unmittelbar nach dem „Anschluss“ Österreichs durften Gertrude und ihr Bruder die Schule nicht mehr besuchen und der Vater verlor seine Arbeitsstelle. Ohne jemals politisch aktiv gewesen zu sein, wurde ihr Vater von der Gestapo „wegen Betätigung im Untergrund als Kommunist“ verhaftet und gefoltert. Nach seiner Entlassung gelang es der Familie nur durch Zufall, durch die Hilfe eines katholischen Priesters ein Visum für Jugoslawien zu ergattern. Die Reise endete im September 1938 in Zagreb und ging von dort über Italien, von wo aus Frankreich angesteuert werden sollte, was aber misslang. Wieder zurück in Jugoslawien, wurde die Familie 1944 festgenommen und nach Auschwitz deportiert.
Ihre Mutter und beide Brüder wurden nach der Ankunft ermordet, ihr Vater starb auf dem Weg in ein anderes Lager. Kurz vor Ende des Krieges kam sie bei einem vom schwedischen Rot-Kreuz-Funktionär Folke Bernadotte organisierten Gefangenenaustausch frei. Gertrude Pressburger kam über Dänemark nach Schweden, wo KZ-Überlebende auf Initiative des schwedischen Königs Gustav V. versorgt wurden. An ihrem 18. Geburtstag lernte sie Bruno Kreisky kennen, der zu dieser Zeit Vorsitzender der „Österreichischen Vereinigung in Schweden“ war. Kreisky stellte ihr als Legationsrat einen drei Monate gültigen Ein- und Wiederausreise-Sichtvermerk aus, damit sie sich in Wien erst umschauen könne. Die Rückkehr nach Wien fiel ihr zunächst auch nicht leicht. Die Belghofergasse in Wien-Meidling, den alten Wohnort der Familie, betrat sie nie wieder.

## Videobotschaft und Autobiografie
Bekannt wurde sie als Frau Gertrude, die wenige Tage vor der Bundespräsidentenwahl in Österreich 2016 in einer knapp fünfminütigen Videobotschaft vor Ausgrenzung und Hass warnte. Auslöser war ihre Verärgerung über die Aussage des FPÖ-Chefs und ehemaligen Vizekanzlers Heinz-Christian Strache, dass „mittelfristig ein Bürgerkrieg nicht unwahrscheinlich“ sei. Das Video wurde auf der Facebook-Seite des Präsidentschaftskandidaten Alexander Van der Bellen veröffentlicht, innerhalb von vier Tagen fast drei Millionen Mal angeklickt und vielfach geteilt. Auch ausländische Medien berichteten über diese als möglicherweise wahlentscheidend bezeichnete Botschaft.
Im Januar 2018 veröffentlichte Gertrude Pressburger in Kooperation mit der Journalistin Marlene Groihofer ihre Autobiografie unter dem Titel Gelebt, erlebt, überlebt. Die Veröffentlichung löste ein starkes Medienecho aus. Hasnain Kazim nannte das Buch im Spiegel „ein bedrückendes, aber auch mitreißendes Dokument der Zeitgeschichte“. Die österreichische Schriftstellerin Eva Menasse lobte, wie Pressburger „mit einer hinreißenden Mischung aus Zartheit und Entschiedenheit“ ihre Geschichte erzählt.

## Schriften
- mit Marlene Groihofer: Gelebt, erlebt, überlebt. Mit einem Nachwort von Oliver Rathkolb. Zsolnay, Wien 2018, ISBN 978-3-552-05890-3.